# Famille de Vaujany
La famille de Vaujany est une famille d'extraction chevaleresque, originaire du Dauphiné.

## Historique
Famille chevaleresque qui tire son nom d'une commune d'un canton de l'Oisans, en Dauphiné, connue dès le XIe siècle d'après les écrits de Burnon de Voiron, abbé de Léoncel, qui parle d'un Jean de Vaujany ayant pris part à un tournoi, en 1096, avant de partir pour la première croisade, et aussi par les chartes des articles du Dauphiné qui en font remonter la filiation à Guy-Rodolphe-Hughes de Vaujany, dont un frère était chanoine au prieuré de Domène en 1147,.
Elle est maintenue noble en 1730. Elle comparait à Vizille et à Grenoble en 1789.

## Personnalités
- Louis-Jean Henry de Vaujany (1486-1522), comte de Vaujany, baron de Chasteauneuf, capitaine d'arme du roi, tué lors du siège de Rhodes en 1522 et dont la dépouille repose dans les caveaux de la chapelle Saint-Louis de l'ancienne ambassade de France, à Istambul[7],[8].
- Henry de Vaujany (1848-1893), égyptologue, directeur des études de l'École des langues du Caire, Bey d'Égypte, mort à Nice où il fut consul général de Turquie[8].